# 錫克爾勒烏鄉
47°42′N 23°24′E / 47.700°N 23.400°E
錫克爾勒烏鄉（羅馬尼亞語：Comuna Cicârlău, Maramureș），是羅馬尼亞的鄉份，位於該國西北部，由馬拉穆列什縣負責管轄，面積75平方公里，海拔高度182米，2007年人口4,025，人口密度每平方公里54人。